# آنتون درکسلر
آنتون دْرِکْسْلِر (به آلمانی: Anton Drexler) (زاده ۱۳ ژوئن ۱۸۸۴ – مرگ ۲۴ فوریه ۱۹۴۲) یک سیاستمدار آلمانی راستگرا و  یکی از عاملان اصلی تشکیل حزب کارگران آلمان (DAP) در سال ۱۹۱۹ و مسئول تغییر نام این حزب به حزب ناسیونال سوسیالیست کارگران آلمان (NSDAP) بود. او در روزهای اول زندگی سیاسی‌اش، به عنوان مشاور آدولف هیتلر، خدمت کرد.
وی از سال ۱۹۲۰ تا سال ۱۹۲۱ رئیس حزب ناسیونال سوسیالیست کارگران آلمان بود. او همچنین یکی از اعضای انجمن تول بود.